# Pyjterfolvo (gemeente)
Pyjterfolvo (Oekraïens: Пийтерфолво, Hongaars: Tiszapéterfalva) is een gemeente in Oekraïne in de oblast Transkarpatië in de rajon Berehove.
De gemeente heeft 19 355 inwoners, 14 442 Hongaren (74,6%)
De gemeente is gevormd na de verkiezingen van 25 oktober 2020.

## Dorpen en etnische samenstelling
- Okli, Оклі (Hongaars: Akli) 366 inwoners (96,72% Hongaren)
- Okli Hed, Оклі Гедь (Hongaars: Aklihegy) 611 inwoners (97,71% Hongaren)
- Nove Klynove, Нове Клинове (Hongaars: Újakli) 314 inwoners (69,47% Hongaren)
- Botar,Ботар (Hongaars: Batár) 924 inwoners (96,32% Hongaren)
- Nevetlenfoloe, Неветленфолу (Hongaars: Nevetlenfalu) 1632 inwoners (86,83% Hongaren)
- Forholan, Форголань (Hongaars: Forgolány) 890 inwoners (97,19% Hongaren)
- Pyjterfolvo, Пийтерфолво (Hongaars: Tiszapéterfalva) 2016 inwoners (96,08% Hongaren)
- Tysobyken, Тисобикень (Hongaars: Tiszabökény) 2216 inwoners (97,65% Hongaren)
- Fertesjolmasj, Фертешолмаш (Hongaars: Fertősalmás) 1070 inwoners (96.73% Hongaren)
- Velyka Palad, Велика Паладь (Hongaars: Nagypalád) 1824 inwoners (97,26% Hongaren)
- Djoela, Дюла (Hongaars: Szőlősgyula) 1421 inwoners (96,06% Hongareen)
- Hetinja, Гетиня (Hongaars: Tiszahetény) 753 inwoners (97,61% Oekraïners)
- Holmovets, Холмовець (Hongaars: Hömlőc) 715 inwoners (97,06% Oekraïners)
- Tsjepa, Чепа (Hongaars: Csepe) 1943 inwoners (66,91% Hongaren)
- Zatysivka, Затисівка (Hongaars: Csomafalva) 528 inwoners (12,12% Hongaren)
- Tsjornotysiv, Чорнотисів (Hongaars: Feketeardó) 2232 inwoners (32,75% Hongaren)